# موانا
موانا، روستایی است از توابع بخش سیلوانه و در شهرستان ارومیه استان آذربایجان غربی ایران.
از جمله مشاهیر این روستا می‌توان به ملا انور فاروقی(یکی از بزرگترین شاعران معاصر کرد)، دکتر کریم فتاح پور(نماینده دوره ششم مجلس شورای اسلامی)، خانم شهین جهانگیری(نماینده دوره دوازدهم مجلس شورای اسلامی) و … اشاره نمود.

## جمعیت
این روستا در دهستان ترگور قرار داشته و بر اساس سرشماری سال ۱۳۹۵ جمعیت آن ۱۳۱۴ نفر
بوده‌است.